# Les Visiteuses
 Pour plus de détails, voir Fiche technique et Distribution
Les Visiteuses est un film pornographique français réalisé par Alain Payet et sorti en 1994. Il parodie le film Les Visiteurs de Jean-Marie Poiré, sorti l'année précédente.

## Synopsis
Le comte de Monplaisyr, aidé de son fidèle serviteur Finouille la Craspouille, exerce consciencieusement son devoir seigneurial consistant à déflorer les pucelles du comté lorsque survient une grosse femme qui demande également à bénéficier de ses services. Effrayés, le comte et son complice s’enfuient à toutes jambes et arrivent dans l’antre d’un magicien où, à la suite d’une maladresse, ils se retrouvent projetés dans le futur. Ils débarquent en plein milieu d’une orgie débridée ayant lieu entre membres distingués de la haute bourgeoisie.

## Fiche technique
- Titre : Les Visiteuses
- Réalisation : Alain Payet
- Musique : Georges Bodossian
- Production et distribution : Colmax
- Durée : 90 minutes
- Date de sortie : 1994
- Pays d'origine :  France
- Genre : pornographie
- Interdit aux moins de 18 ans

## Distribution
- Tabatha Cash : la vision
- Roberto Malone (crédité « Roberto Mallone ») : le comte de Monplaisyr / Charles-Henri (à l'époque moderne)
- Alain L'Yle : Finouille la Craspouille
- Piotr Stanislas : le magicien / le blond (à l'époque moderne)
- Christophe Clark : le docteur
- Alban Ceray : l'ambassadeur
- Élodie Chérie : la sorcière / la femme de chambre (à l'époque moderne)
- « Groseille » : Guillemette, la grosse femme
- Beata : La Femme de l’ambassadeur
- Mélanie : L'assistante de Charles-Henri
- Jean-Paul Bride : un invité
- Étienne Jaumillot : le prêtre / le grand-père (à l'époque moderne)
- Canelle : la noire
- Zabou : une fille à marier
- Eva : une fille à marier
- Maeva : la dominatrice
- Manon : une invitée
- Sidonie : la danseuse
- Yvan : le garde

## Autour du film
- Les Visiteuses, tourné en costumes et dans des décors médiévaux, bénéficie d'un budget relativement élevé par rapport à la moyenne des films pornographiques français[1]. Parodiant une comédie à succès, il joue également la carte de l'humour mais, à l’inverse de l’œuvre de Jean-Marie Poiré, aucune comparaison comique ne peut ici être établie avec la rusticité des mœurs du passé puisque la paillardise et la grivoiserie sont indifféremment le fait des deux époques.

- Il s'agit du dernier film pornographique de Tabatha Cash qui n'a pas vraiment de scène « hard » puisque sa seule apparition, située vers le milieu du film, consiste à danser nue, avec un serpent enroulé autour du cou, devant Roberto Malone. Par la suite, après s'être masturbée avec une pomme, elle se retourne vers Roberto Malone qu'elle masturbe avec une orange.

- Tandis que Roberto Malone joue le « comte de Monplaisyr », personnage équivalent au comte de Montmirail incarné par Jean Reno dans le film d'origine, Alain L'Yle interprète un personnage nommé « Finouille le Craspouille », équivalent au Jacquouille la Fripouille joué par Christian Clavier. Le serviteur remplace ici le « Okay ! » de Christian Clavier par l'exclamation « Niquer ! »[1].

- Alain L'Yle présente par ailleurs une forte ressemblance avec Robin Williams, au point qu'il est par la suite devenu, après avoir pris sa retraite du X, sosie professionnel de l'acteur américain[2]. Cette version porno des Visiteurs propose par conséquent le spectacle du rôle de Christian Clavier parodié par un sosie de Robin Williams.

- En France, Les Visiteuses connaît deux versions sortis dans deux éditions VHS distinctes, l'une pornographique et l'autre soft et érotique[3].